# Phryganodes biguttata
Phryganodes biguttata is een vlinder uit de familie van de grasmotten (Crambidae). De wetenschappelijke naam van deze soort is voor het eerst gepubliceerd in 1898 door George Francis Hampson.
De soort komt voor in Sierra Leone, Kameroen en Congo-Kinshasa.